# Schizotetranychus nesbitti
Schizotetranychus nesbitti är en spindeldjursart som beskrevs av Meyer 1965. Schizotetranychus nesbitti ingår i släktet Schizotetranychus och familjen Tetranychidae. Inga underarter finns listade i Catalogue of Life.